# Barnabáš
Barnabáš je mužské biblické jméno aramejského původu. Vykládá se jako syn věštby, útěchy. Jeho nejslavnějším nositelem je jeden z prvních a nejvýznamnějších misionářů zmiňovaných v Novém Zákoně, apoštol Barnabáš, díky němuž je později křesťanští misionáři rozšířili po celém světě. Dnes se soudí, že do aramejštiny se dostalo oklikou během babylonského zajetí Židů ze jména Burunaburiaš (Bur-na-bu-ri-ia-aš). V České republice je to jméno vzácné.
V církvi se památka svatého Barnabáše slaví 11. června a ve stejný den mají podle českého občanského kalendáře svátek i všichni čeští Barnabáši. Podle německého kalendáře má Barnabas svátek 23. května.

## Barnabáš v jiných jazycích

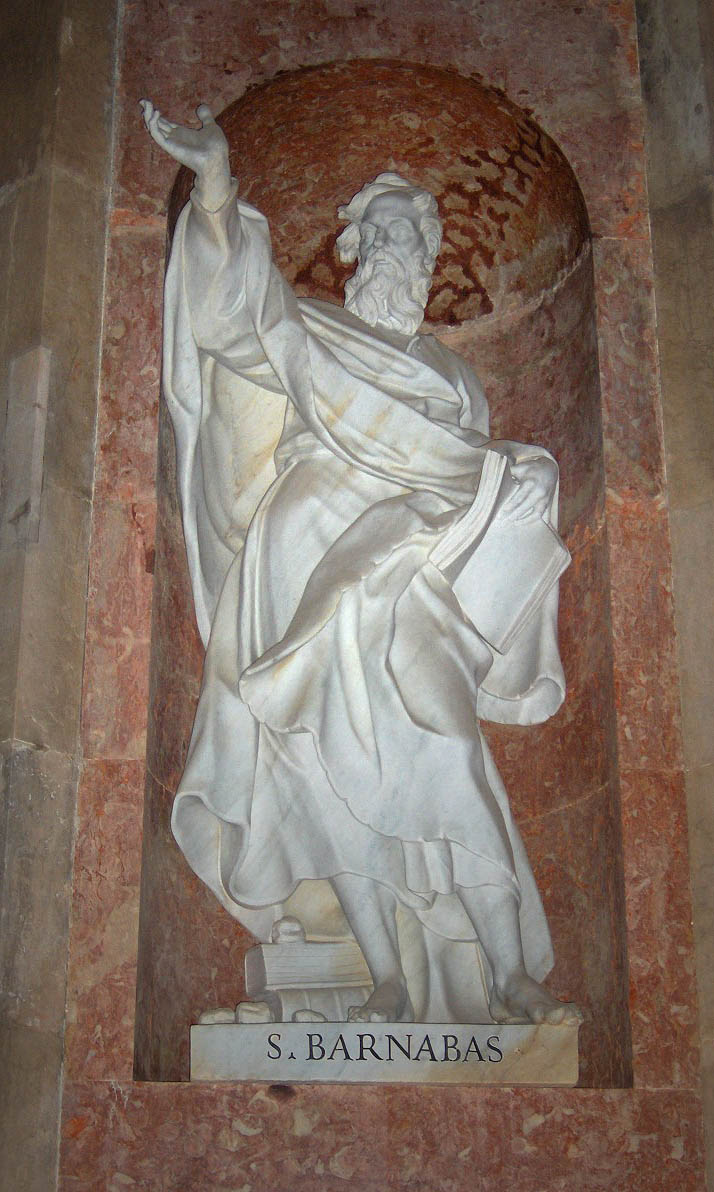
Sv. Barnabáš

- Slovensky: Barnabáš
- Německy: Barnabas
- Anglicky: Barnabas nebo Barnaby
- Francouzsky: Barnabé
- Maďarsky: Barna nebo Barnabás
- Španělsky: Barnabé
- Italsky, polsky: Barnaba
- Rusky: Varnava

## Slavní Barnabášové

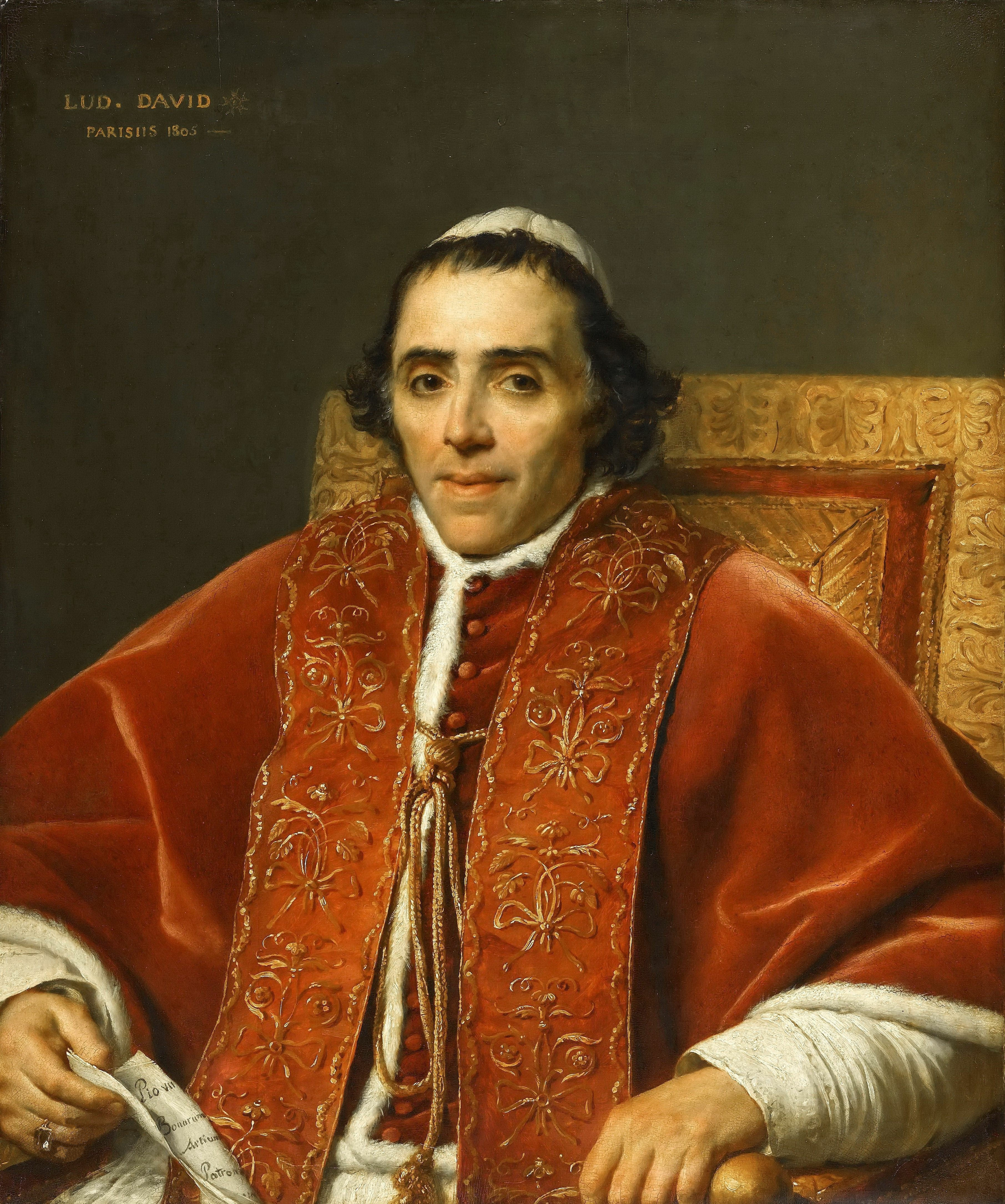
Papež Pius VII., rodným jménem Barnaba Niccolò Maria Luigi Chiaramonti.

- sv. Barnabáš – apoštol, jeden z nejvýznamnějších misionářů prvotní církve

- Barnabáš z Terni – františkánský misionář
- Barnabas Bidwell – kanadský a americký politik
- Barnabas Bögle – benediktinský mnich, opat kláštera v Ettalu
- Barnabas Gunn – anglický varhaník a hudební skladatel
- Barnabas Sibusiso Dlamini – svazijský premiér
- Barnaba Niccolò Maria Luigi Chiaramonti – italský kardinál, od roku 1800 papežem jako Pius VII.
- Barnabás Kelemen – maďarský violončelista
- Barnabas Kelet Henagan – americký lékař a politik; guvernér Jižní Karolíny
- Barnabáš Kissling – architekt
- Barnabas McDonald – americký mnich a skaut
- Barnaby Metschurat – německý šachista
- Barnabas Root – první černoch i Illinios, který dokončil univerzitní vzdělání
- Barnabás Steinmetz – maďarský vodní pólista
- Barnabás Sztipánovics – maďarský fotbalista

## Barnabáš a jeho varianty jako příjmení
- Andrew Barnabas – hudební skladatel pro videohry
- Levi Barnabas – eskymácký a nunavutský politik
- Matthew Barnaby – bývalý kanadský hokejista působící v NHL